# Belton Cobb
Pour les articles homonymes, voir Cobb.
Belton Cobb, né Geoffrey Belton Cobb le 10 juillet 1892 à Tunbridge Wells dans le Kent et décédé le 15 août 1971, est un écrivain britannique de roman policier. Il signe ses œuvres Belton Cobb, et parfois G. Belton Cobb.

## Biographie
Avant la Deuxième Guerre mondiale, il est directeur des ventes chez l’éditeur londonien Longman. Il travaille aussi comme journaliste et est l'un des collaborateurs réguliers du Punch.
En littérature, il publie un premier roman en 1916, puis un second en 1927, sans retenir l’attention. Neuf ans plus tard, en 1936, il se décide à publier un premier roman policier, No Alibi, où apparaît l’inspecteur Cheviot Burmann, un limier au flair exceptionnel qui reviendra dans plus d’une trentaine de titres. En marge de cette longue série, Cobb a tenté d’imposer sans succès deux autres héros récurrents : l’inspecteur Manning, qui compte six enquêtes parues dans les années 1940 et, dans les années 1960, le jeune Bryan Armitage, un ami de Cheviot Burmann.
Belton Cobb, qui a également publié des études historiques de criminologie, est invité à se joindre au prestigieux Detection Club en 1958.

## Œuvre

### Romans

#### SérieCheviot Burmann
- No Alibi (1936)
- The Poisoner's Mistake (1936) Publié en français sous le titre Erreur sur la personne, Paris, Nouvelle Revue Critique, L’Empreinte no 116, 1937
- Fatal Dose (1937)
- Quickly Dead (1937)
- The Fatal Holiday (1938)
- Like A Guilty Thing (1938)
- Death Defies the Doctor (1939)
- Inspector Burmann’s Busiest Day (1939) Publié en français sous le titre Fruits de mort, Paris, Nouvelle Revue Critique, coll. L'Empreinte no 176, 1939
- Sergeant Ross in Disguise (1940)
- Home Guard Mystery (1941)
- Inspector Burmann's Black-out (1941)
- Double Detection (1945)
- Death In The 13th Dose (1946)
- The Lunatic, The Lover (1950)
- Next-door to Death (1952)
- No Mercy for Margaret (1952)
- Corpse Incognito (1953)
- Detective in Distress (1953)
- Need a Body Tell? (1954)
- The Willing Witness (1955)
- Corpse At Casablanca (1956)
- Doubly Dead (1956)
- Drink Alone and Die (1956)
- Poisoner's Base (1957)
- The Missing Scapegoat (1958)
- With Intent to Kill (1958)
- Don't Lie to the Police (1959)
- Death with a Difference (1960)
- Corpse in the Cargo (1961) Publié en français sous le titre Le détective n’est pas fort, Paris, Librairie des Champs-Élysées, Le Masque no 820, 1964
- Search for Sergeant Baxter (1961)
- Murder : Men Only (1962) Publié en français sous le titre Pension pour célibataires, Paris, Librairie des Champs-Élysées, Le Masque no 855, 1964
- Death of a Peeping Tom (1963) Publié en français sous le titre Kitty fait des siennes, Paris, Librairie des Champs-Élysées, Le Masque no 878, 1965
- Dead Girl's Shoes (1964) Publié en français sous le titre L’éditeur exagère, Paris, Librairie des Champs-Élysées, Le Masque no 888, 1965
- No Shame for the Devil (1964)
- Last Drop (1965)
- Some Must Watch (1966)
- A Stone for His Head (1966)
- Lost Without Trace (1967)
- Security Secrets Sold Here (1967) Publié en français sous le titre Les Malheurs de Pamela, Paris, Librairie des Champs-Élysées, Le Masque no 1063, 1969 ; réédition, Paris, Librairie des Champs-Élysées, Le Club des Masques no 323, 1977
- Silence Under a Threat (1968) Publié en français sous le titre Le Prix du silence, Paris, Librairie des Champs-Élysées, Le Masque no 1101, 1970
- Catch Me - If You Can (1970)
- Horrible Man in Heron's Wood (1970) Publié en français sous le titre Le Bois du héron, Paris, Librairie des Champs-Élysées, Le Masque no 1177, 1971
- Suspicion in Triplicate (1971)

#### SérieSuperintendent Manning
- Early Morning Poison (1947)
- The Framing of Carol Woan (1948)
- The Secret Of Superintendent Manning (1948)
- No Last Words (1949)
- Stolen Strychnine (1949)
- No Charge for the Poison (1950)

#### SérieBryan Armitage
- I Never Miss Twice (1965), l’inspecteur Burmann apparaît dans ce roman.
- Secret Enquiry (1968), l’inspecteur Burmann apparaît dans ce roman.
- Food for Felony (1969)
- Scandal at Scotland Yard (1969) Publié en français sous le titre Maldonne, inspecteur, Paris, Librairie des Champs-Élysées, Le Masque no 1144, 1970
- I Fell Among Thieves (1971)

#### Autres romans
- Stand to Arms (1916)
- Island Adventurers (1927)
- ‘’Criminals Confess’’ (1959)

### Nouvelles
- Twenty Pounds from Uncle Rodney (1927)
- A Price on Their Heads. Chatterbox, 1928
- The Man with the Black Patch. Chatterbox, 1930
- Wasted Effort (1961)

### Autres publications
- ’’Along the Lower Seine’’. Daily Telegraph, 21 June 1944
- ’’Enemy’s Normandy Viewpoint’’. Daily Telegraph, 1 August 1944
- ‘’The First Detectives’’ (1957)
- ‘’Crime Novels’’. Times Literary Supplement, 1 July 1965
- Critical Years at the Yard;: The Career of Frederick Williamson of the Detective Department and the C.I.D. (1956)
- Murdered On Duty: A Chronicle of the Killing of Policemen (1961)
- Trials and Errors: 11 Miscarriages of Justice (1962)

## Sources
- Jacques Baudou et Jean-Jacques Schleret, Le Vrai Visage du Masque, vol. 1, Paris, Futuropolis, 1984, 476 p. (OCLC 311506692), p. 124-125.